# ساياكا أندو
ساياكا أندو (باليابانية: 安藤沙耶香؛ بالكانا: あんどう さやか) هي عارضة أزياء وعارضة يابانية، ولدت في 24 مايو 1981 في تاكاساكي في اليابان.

## وصلات خارجية
- الموقع الرسمي